# Чернели
Чернели (бел. Чарнэлі) — деревня в Ивьевском районе. Население — 37 человек. Находится возле деревни Тенюковщина на дороге между д. Субботники и д. Лепешки. В 3 километрах находится Станция Юратишки. Также рядом имеется Чернельское водохранилище. В центре деревни находится часовня.

## История
Дата основания не известна. По Рижскому договору деревня перешла к Польше. Однако в 1939 была вновь присоединена к БССР. В годы Великой Отечественной войны была оккупирована войсками нацистской Германии. В 1944 освобождена в ходе Белорусской операции. В 1960 из-за ликвидации Юратишковского района деревня была передана в состав Ивьевского района. В 1968 была открыта школа, но в 2021 закрылась.